# 馬里地理

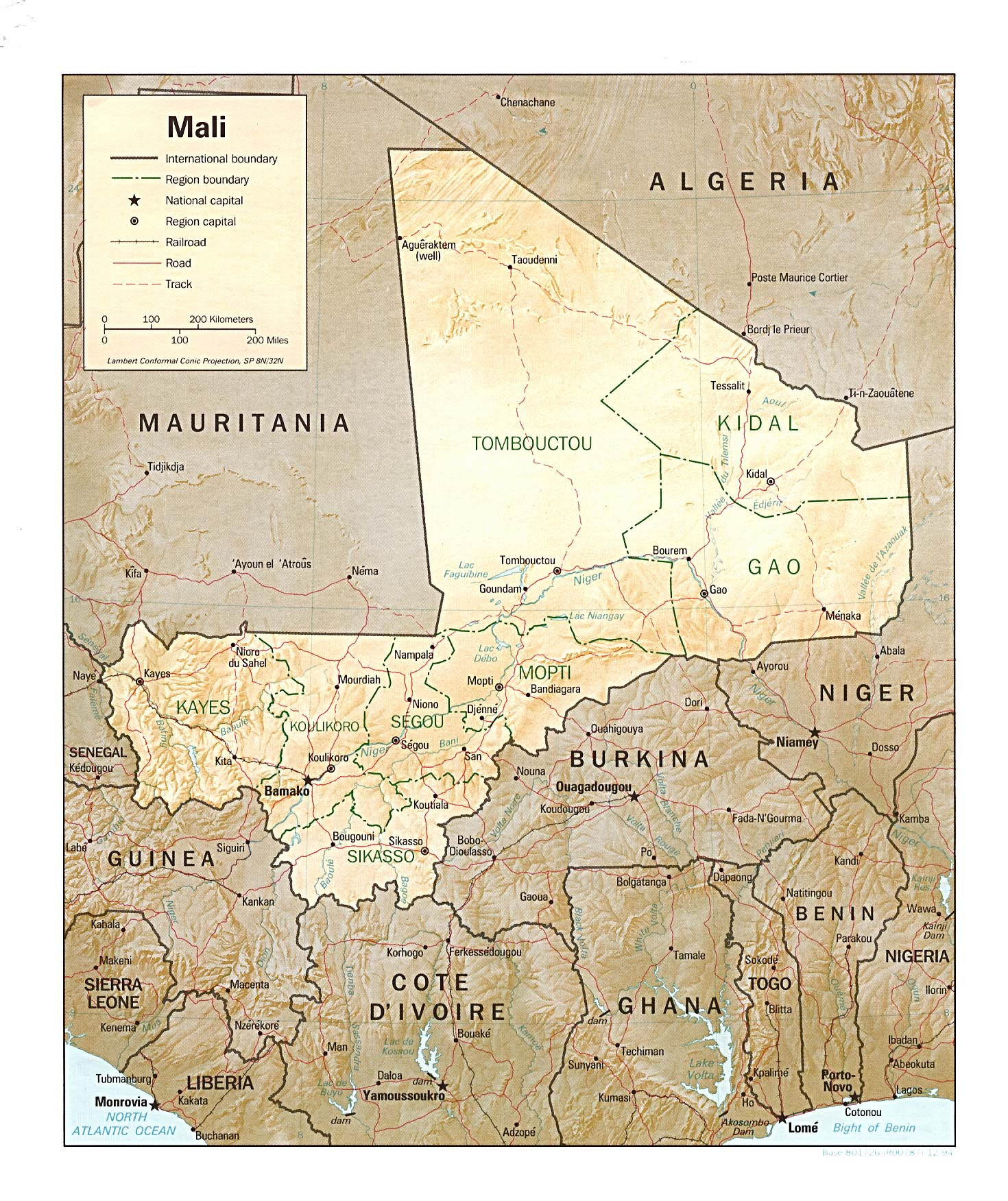
馬里地圖

馬里是位於西非的一個內陸國。位於阿爾及利亞的西南，撒哈拉沙漠的南部地區。并穿過薩赫勒地區。馬里的國土面積約有120萬平方公里，大小接近南非，相當于兩個德克薩斯州。馬里的國境線長度達7,243公里，并和七個國家接壤：阿爾及利亞（1,376公里）、尼日爾（821公里）、布基納法索（1,000公里）、科特迪瓦（532公里）、幾內亞（858公里）、塞內加爾（419公里）和毛里塔尼亞（2,237公里）。